# Hatě (Chvalovice)
Hatě (německy Haid) jsou osada, část obce Chvalovice v okrese Znojmo v Jihomoravském kraji. Osada leží přímo na hranicích s Rakouskem, nachází se zde hraniční přechod Hatě–Kleinhaugsdorf a obchodní a zábavní centra Freeport a Excalibur City.

## Hraniční přechod
Hraniční přechod z Hatí na Kleinhaugsdorf je určen pro:
- autobusy
- cyklisty
- motocykly
- nákladní dopravu
- osobní automobily
- pěší

## Obchodní a zábavní zóna
Území podél příjezdové silnice k hraničnímu přechodu je zastavěno především obchodní zónou s outletovým centrem Freeport a dalšími obchody, tržišti, restauracemi, hotelem Savannah, třemi kasiny a několika nočními kluby.
Bývalé prostory hraničního přechodu se změnily, v původních prostorách celní správy vznikl čtyřhvězdičkový hotel. Z vnějšku vychází hotel z designu kasina Route 59, které se v této lokalitě nachází. Hotel by měl dotvářet komplex nákupního centra Excalibur City a Freeport.